# Isocranaus obscurus
Isocranaus obscurus is een hooiwagen uit de familie Cranaidae.